# Museo Etnológico de Formentera
El Museo Etnológico de Formentera, inaugurado en 1993, es el lugar donde se guardan y se exponen objetos pertenecientes al mundo del arte, de la ciencia o de la técnica de Formentera. Se encuentra en la calle Jaume I de San Francisco Javier de Formentera.
El museo expone una serie de elementos y utensilios del pueblo y de la cultura de Formentera, a la vez que intenta dar una visión bastante representativa de varios factores como la tecnología, los métodos económicos, las instituciones sociales y políticas, las creencias religiosas, las creaciones artísticas y el folclore como partes del sistema adoptado por un pueblo como respuesta a su ambiente histórico y natural.